# ハイド (野鳥観察舎)

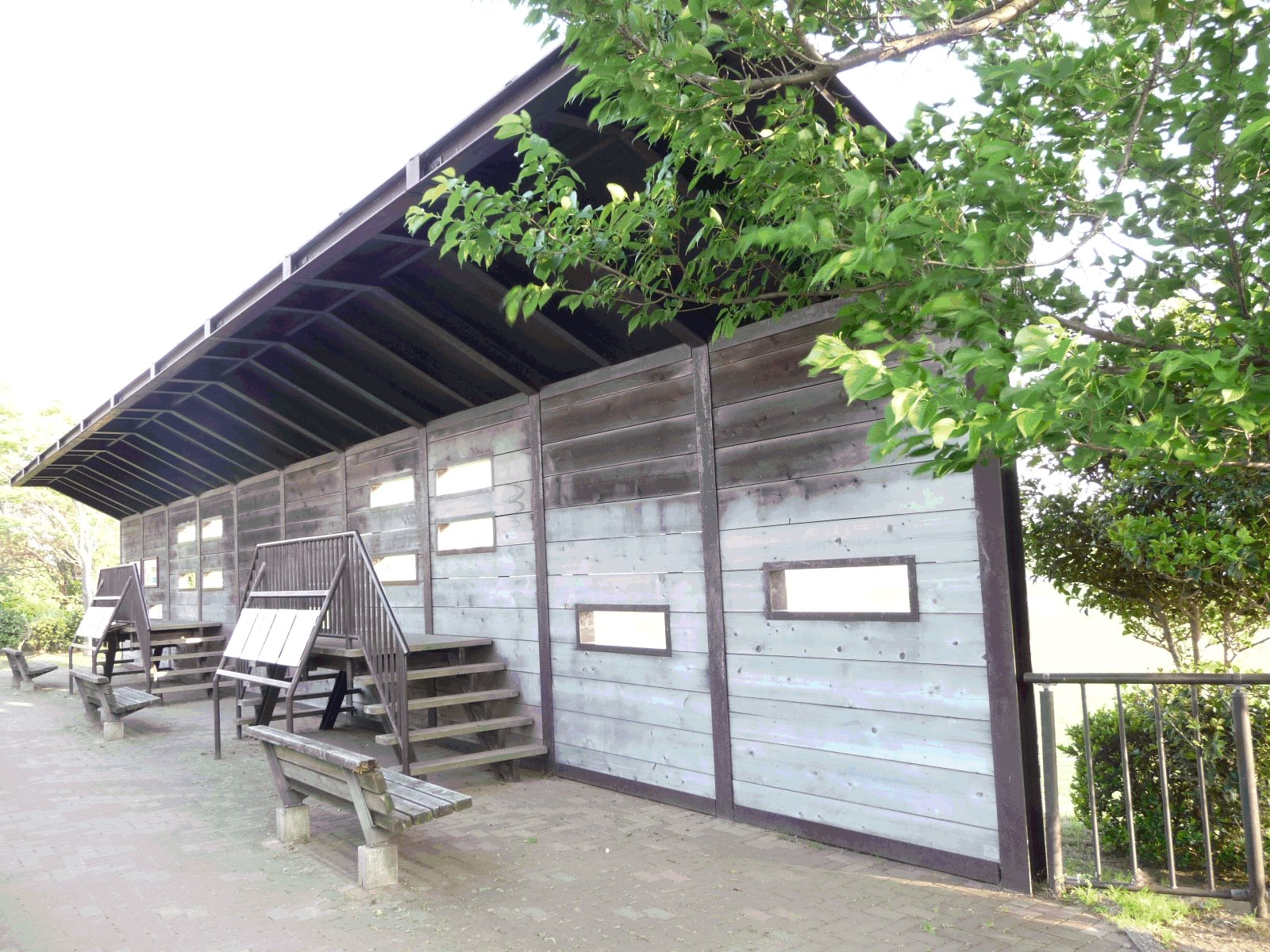
ハイド

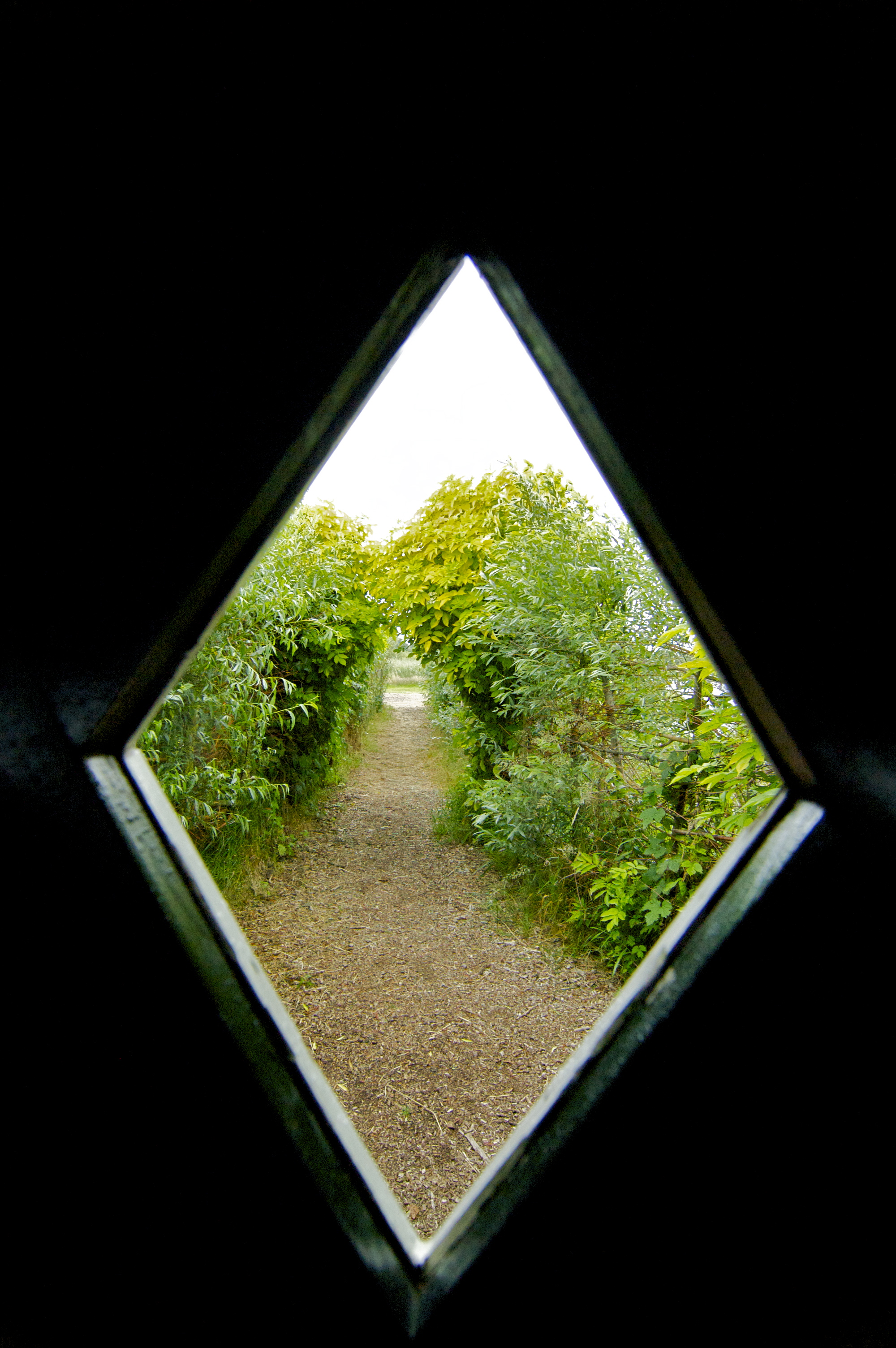
ハイドからの眺め

ハイド（hide）は野鳥を観察するための小屋。イギリス生まれで主にヨーロッパで普及している。野鳥を驚かせずゆっくりと観察することができる。

## 主なハイド

### 日本
- 東梅ハイド（北海道根室市）[1][3]
- 明治公園ハイド（北海道根室市）[1][3]
- 市民の森ハイド（北海道根室市）[1][3]
- 別当賀泉ハイド（北海道根室市）[1][3]
- 納沙布岬ハイド（北海道根室市）[1][3]
- 白糠町青少年旅行村（北海道白糠町）[2]

## ギャラリー

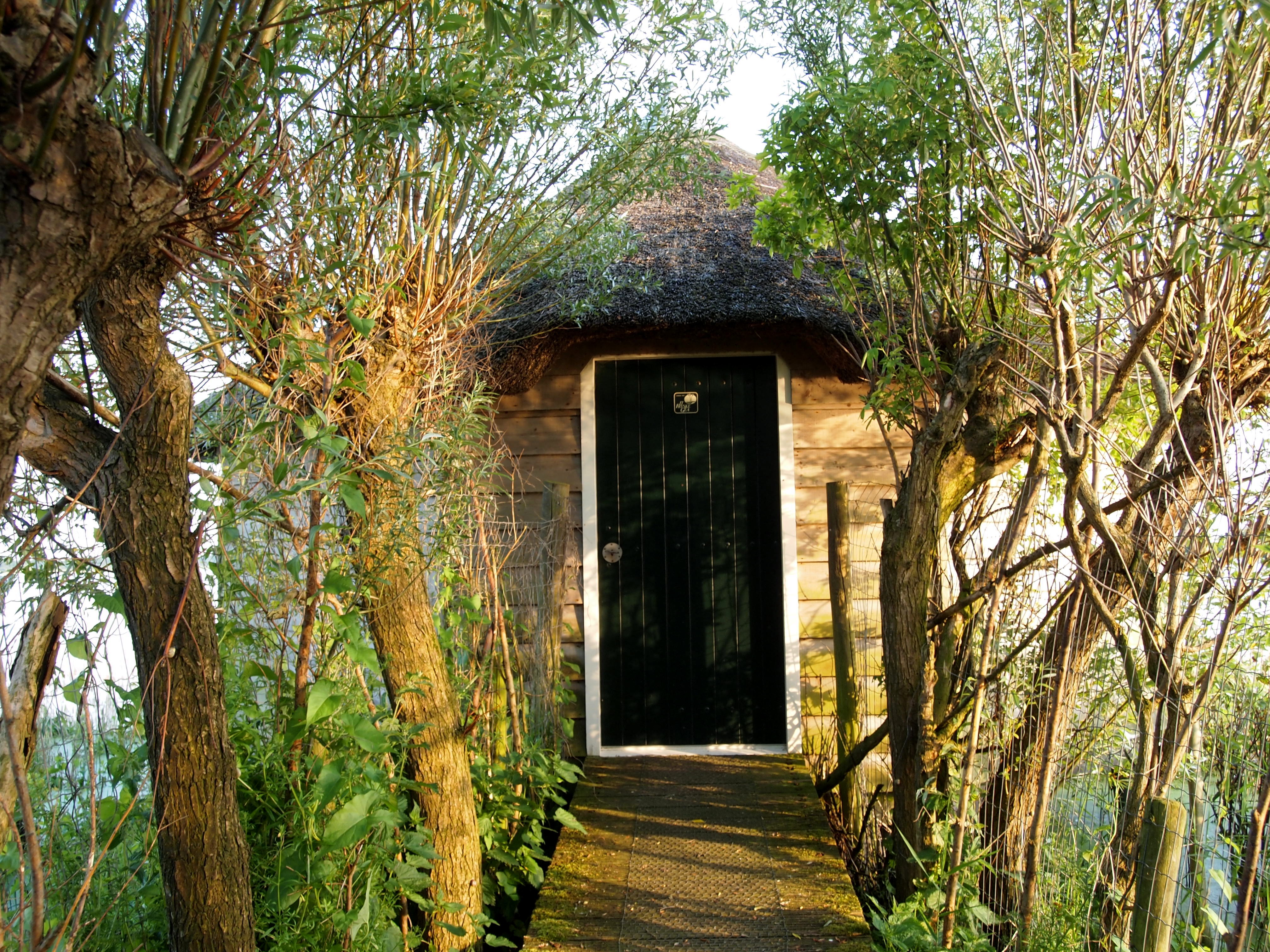
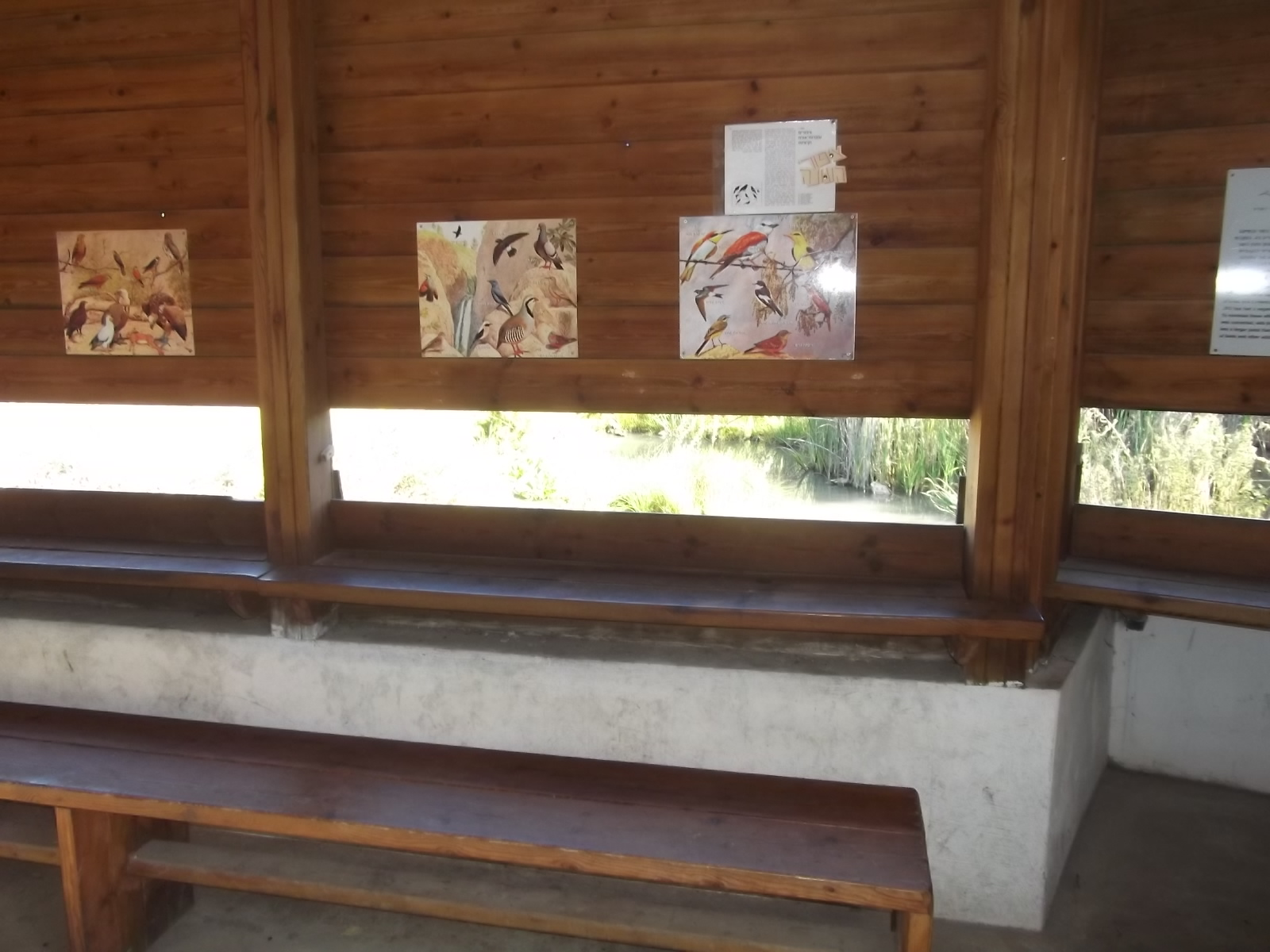
エルサレム野鳥観察センターのハイド